# Жалівник рудий
Жалівни́к рудий (Bathmocercus rufus) — вид горобцеподібних птахів родини тамікових (Cisticolidae). Мешкає в Центральній Африці.

## Підвиди
Виділяють два підвиди:
- B. r. rufus Reichenow, 1895 — від південного Камеруну і Габону до північного заходу ДР Конго;
- B. r. vulpinus Reichenow, 1895 — від Південного Судану і сходу ДР Конго до західної Кенії і північно-західної Танзанії.

## Поширення і екологія
Руді жалівники живуть в рівнинних і гірських тропічних лісах.